# Cliff Holton
Clifford Holton, detto Cliff (Oxford, 29 aprile 1929 – Almería, 31 maggio 1996), è stato un calciatore inglese, di ruolo attaccante.

## Palmarès

### Club
- Campionato inglese: 2

Arsenal: 1947-1948, 1952-1953
- Coppa d'Inghilterra: 1

Arsenal: 1949-1950
- Community Shield: 2

Arsenal: 1948, 1953

### Individuale
- Capocannoniere della Coppa delle Fiere: 1

1955-1958 (4 reti)
- Capocannoniere della Fourth Division: 1

1959-1960 (42 reti)
- Capocannoniere della Third Division: 1

1961-1962 (37 reti)